# Еърбъс А220
Еърбъс А220 е семейство от теснофюзелажни самолети с три модела. Първоначално са разработени от канадския производител Bombardier и името на самолетите е Bombardier CSeries (CS100 и CS300). CS100 влиза в експлоатация със Swiss на 15 юни 2016 г., а CS300 – с airBaltic на 14 декември 2016 г..
Захранва се от турбовентилаторни двигатели Pratt & Whitney PW1500G под крилата си, разполага с алуминиево-литиев фюзелаж. Фамилията самолети предлага максимални тегла при излитане от 63 до 70 т. и покрива обхват от 6390 – 6670 км (въздушното разстояние между София и африканския замбийски столичен град Лусака, е 6513 км).
A220 допълва A319 neo и се конкурира с Boeing 737 MAX 7, Embraer E190 и E195. Към декември 2023 г. са поръчани общо 914 бр. A220, от които 314 са доставени в търговска експлоатация с 21 оператора. Delta Air Lines е най-големият оператор с 68 самолета във флота си.

## Дизайн
Фамилията Airbus A220, първоначално разработена от Bombardier като CSeries, насочен към пазарния сегмент от 100 до 150 места между регионалните и главните самолети и стана единственият, създаден специално за този клас. Целта на дизайна на уникалния самолет е да подобри горивната ефективност, както и оперативните разходи, комфорта на пътниците и обхвата, като същевременно намали шума и вредните емисии.

### Пътнически салон
[[Файл:JetBlue A220 - Interior (cabin).jpg|мини|Интериор на кабината в икономична класа на Jet Blue. В клас икономичен седалките, общо 100 - 150 броя, са с ширина 47 см, в средната част седалките са с ширина 79 - 84 см и място с ширина 50,8 см за общата надлъжна пътека между 22 - 25 реда. Кабината е осветена естествено чрез прозорци с размери 27,9 см × 40,6 см и изкуствено от персонализирани цветни светодиоди.

### Корпус и фюзелаж
Приликата между двата варианта на семейството е над 99%. За да издържат на по-големи натоварвания, крилата на A220-300 са структурни подсилени. Фюзелаж на А220–300 е с 3,4 m по-дълъг от този на А220 – А100. Широкото използване на алуминий и литий във фюзелажа и въглероден композит в крилата и задната част на фюзелажа теглото и повишава устойчивостта на корозия, което води до по-лесна поддръжка.

## Спецификации
| Вариант                     | А220-100                                     | А220-300                                     |
| --------------------------- | -------------------------------------------- | -------------------------------------------- |
| Екипаж на пилотската кабина | Двама пилоти                                 | Двама пилоти                                 |
| Пътници                     | 100 – 120 (макс. 135)                        | 120 – 150 (макс. 160)                        |
| Дължина                     | 35 м                                         | 38,7 м                                       |
| Крило                       | 112,3 м2. площ                               | 112,3 м2. площ                               |
| Диаметър на фюзелажа        | 3,5 м                                        | 3,5 м                                        |
| Максимален полезен товар    | 15 т                                         | 18,7 т                                       |
| Капацитет на гориво         | 21 805 л                                     | 21 508 л                                     |
| Обхват                      | 6390 км                                      | 6700 км                                      |
| Скорост                     | 871 км/ч (максимална); 830 км/ч (крейсерска) | 871 км/ч (максимална); 830 км/ч (крейсерска) |
| Разстояние за излитане      | 1500 м                                       | 1900 м                                       |
| Разстояние за кацане        | 1390 м                                       | 1510 м                                       |
| Таван на полета             | 12 000 м                                     | 12 000 м                                     |
| Двигатели                   | Pratt & Whitney PW1500G                      | Pratt & Whitney PW1500G                      |